# UEFA Europa League 2018-2019 (fase a gironi)
La fase a gironi della UEFA Europa League 2018-2019 si è disputata tra il 20 settembre e il 13 dicembre 2018. Hanno partecipato a questa fase della competizione 48 club: 24 di essi si sono qualificati alla successiva fase a eliminazione diretta, composta da 32 squadre, che conduce alla finale di Baku.

## Date
| Fase          | Turno            | Sorteggio                               | Data              |
| ------------- | ---------------- | --------------------------------------- | ----------------- |
| Fase a gironi | Prima giornata   | 31 agosto 2018, ore 13:00 CEST (Monaco) | 20 settembre 2018 |
| Fase a gironi | Seconda giornata | 31 agosto 2018, ore 13:00 CEST (Monaco) | 4 ottobre 2018    |
| Fase a gironi | Terza giornata   | 31 agosto 2018, ore 13:00 CEST (Monaco) | 25 ottobre 2018   |
| Fase a gironi | Quarta giornata  | 31 agosto 2018, ore 13:00 CEST (Monaco) | 8 novembre 2018   |
| Fase a gironi | Quinta giornata  | 31 agosto 2018, ore 13:00 CEST (Monaco) | 29 novembre 2018  |
| Fase a gironi | Sesta giornata   | 31 agosto 2018, ore 13:00 CEST (Monaco) | 13 dicembre 2018  |

## Squadre
| Legenda                                                                       |
| ----------------------------------------------------------------------------- |
| I club primi e secondi classificati avanzano alla fase a eliminazione diretta |
| I club terzi e quarti classificati sono eliminati                             |

| Squadre               | Coeff   |
| Urna 1                | Urna 1  |
| --------------------- | ------- |
| Siviglia              | 113.000 |
| Arsenal               | 93.000  |
| Chelsea               | 82.000  |
| Zenit San Pietroburgo | 78.000  |
| Bayer Leverkusen      | 66.000  |
| Dinamo Kiev           | 62.000  |
| Beşiktaş              | 57.000  |
| Salisburgo            | 55.500  |
| Olympiacos            | 54.000  |
| Villarreal            | 52.000  |
| Anderlecht            | 48.000  |
| Lazio                 | 41.000  |

| Squadre             | Coeff  |
| Urna 2              | Urna 2 |
| ------------------- | ------ |
| Sporting Lisbona    | 40.000 |
| Ludogorec           | 37.000 |
| Copenaghen          | 34.000 |
| Olympique Marsiglia | 32.000 |
| Celtic              | 31.000 |
| PAOK                | 29.500 |
| Milan               | 28.000 |
| Genk                | 27.000 |
| Fenerbahçe          | 23.500 |
| Krasnodar           | 23.500 |
| Astana              | 21.750 |
| Rapid Vienna        | 21.500 |

| Squadre               | Coeff  |
| Urna 3                | Urna 3 |
| --------------------- | ------ |
| Real Betis            | 21.399 |
| Qarabağ               | 20.500 |
| BATĖ Borisov          | 20.500 |
| Dinamo Zagabria       | 17.500 |
| RB Lipsia             | 17.000 |
| Eintracht Francoforte | 14.285 |
| Malmö FF              | 14.000 |
| Spartak Mosca         | 13.500 |
| Standard Liegi        | 12.500 |
| Zurigo                | 12.000 |
| Bordeaux              | 11.283 |
| Rennes                | 11.283 |

| Squadre              | Coeff  |
| Urna 4               | Urna 4 |
| -------------------- | ------ |
| Apollōn Limassol     | 10.000 |
| Rosenborg            | 9.000  |
| Vorskla              | 8.226  |
| Slavia Praga         | 7.500  |
| Akhisar Belediyespor | 7.160  |
| Jablonec             | 6.035  |
| AEK Larnaca          | 4.310  |
| Fehérvár             | 4.250  |
| Rangers              | 3.725  |
| F91 Dudelange        | 3.500  |
| Spartak Trnava       | 3.500  |
| Sarpsborg 08         | 3.485  |

## Sorteggio
| Gruppo | 1ª fascia             | 2ª fascia           | 3ª fascia             | 4ª fascia            |
| ------ | --------------------- | ------------------- | --------------------- | -------------------- |
| A      | Bayer Leverkusen      | Ludogorec           | Zurigo                | AEK Larnaca          |
| B      | Salisburgo            | Celtic              | RB Lipsia             | Rosenborg            |
| C      | Zenit San Pietroburgo | Copenaghen          | Bordeaux              | Slavia Praga         |
| D      | Anderlecht            | Fenerbahçe          | Dinamo Zagabria       | Spartak Trnava       |
| E      | Arsenal               | Sporting Lisbona    | Qarabağ               | Vorskla              |
| F      | Olympiacos            | Milan               | Real Betis            | F91 Dudelange        |
| G      | Villarreal            | Rapid Vienna        | Spartak Mosca         | Rangers              |
| H      | Lazio                 | Olympique Marsiglia | Eintracht Francoforte | Apollōn Limassol     |
| I      | Beşiktaş              | Genk                | Malmö FF              | Sarpsborg 08         |
| J      | Siviglia              | Krasnodar           | Standard Liegi        | Akhisar Belediyespor |
| K      | Dinamo Kiev           | Astana              | Rennes                | Jablonec             |
| L      | Chelsea               | PAOK                | BATĖ Borisov          | Fehérvár             |

## Risultati

### Gruppo A
| Squadra          | Pt | G | V | N | P | GF | GS | DG |
| ---------------- | -- | - | - | - | - | -- | -- | -- |
| Bayer Leverkusen | 13 | 6 | 4 | 1 | 1 | 16 | 9  | +7 |
| Zurigo           | 10 | 6 | 3 | 1 | 2 | 7  | 6  | +1 |
| AEK Larnaca      | 5  | 6 | 1 | 2 | 3 | 6  | 12 | -6 |
| Ludogorec        | 4  | 6 | 0 | 4 | 2 | 5  | 7  | -2 |

| Arbitro: | Jonathan Lardot |

|  |           |                    |
|  | Marcatori | 61’ (rig.) Kololli |

| Arbitro: | Paolo Silvio Mazzoleni |

|                          |           |                                   |
| Keșerü 8’ Marcelinho 31’ | Marcatori | 38’, 69’ Havertz 63’ Kiese Thelin |

| Arbitro: | Jevhen Aranovs'kyj |

|                                          |           |                             |
| Havertz 44’ Alario 49’, 88’ Brandt 90+2’ | Marcatori | 25’ Tričkovski 90+1’ Raspas |

| Arbitro: | Juan Martínez Munuera |

|             |           |  |
| Pálsson 84’ | Marcatori |  |

| Arbitro: | Aliyar Aghayev |

|                                      |           |                    |
| Marchesano 44’ Domgjoni 59’ Odey 78’ | Marcatori | 50’, 54’ Bellarabi |

| Arbitro: | Enea Jorgji |

|                   |           |           |
| Larena 25’ (rig.) | Marcatori | 7’ Lukoki |

| Arbitro: | Paweł Gil |

|            |           |  |
| Jedvaj 60’ | Marcatori |  |

| Razgrad 8 novembre 2018, ore 21:00 CET 4ª giornata | Ludogorec         | 0 – 0 referto | AEK Larnaca | Ludogorets Arena (4 520 spett.)\| Arbitro: \| Ola Hobber Nilsen \| |
| Arbitro:                                           | Ola Hobber Nilsen |               |             |                                                                    |

| Arbitro: | Aleksei Eskov |

|             |           |                            |
| Khelifi 74’ | Marcatori | 38’ Giannou 85’ Tričkovski |

| Arbitro: | Dennis Higler |

|            |           |                |
| Weiser 85’ | Marcatori | 69’ Marcelinho |

| Arbitro: | François Letexier |

|            |           |                                                   |
| Català 26’ | Marcatori | 28’, 68’ Kohr 41’ (rig.), 86’ Alario 78’ Paulinho |

| Arbitro: | Kirill Levnikov |

|                 |           |                    |
| Świerczok 45+1’ | Marcatori | 21’ (aut.) Forster |

### Gruppo B
| Squadra    | Pt | G | V | N | P | GF | GS | DG  |
| ---------- | -- | - | - | - | - | -- | -- | --- |
| Salisburgo | 18 | 6 | 6 | 0 | 0 | 17 | 6  | +11 |
| Celtic     | 9  | 6 | 3 | 0 | 3 | 6  | 8  | -2  |
| RB Lipsia  | 7  | 6 | 2 | 1 | 3 | 9  | 8  | +1  |
| Rosenborg  | 1  | 6 | 0 | 1 | 5 | 4  | 14 | -10 |

| Arbitro: | Andreas Ekberg |

|                        |           |                                        |
| Laimer 70’ Poulsen 82’ | Marcatori | 20’ Dabour 22’ Haidara 89’ Gulbrandsen |

| Arbitro: | Paweł Gil |

|               |           |  |
| Griffiths 87’ | Marcatori |  |

| Arbitro: | Marco Guida |

|            |           |                                   |
| Jebali 79’ | Marcatori | 12’ Augustin 54’ Konaté 61’ Cunha |

| Arbitro: | Serhij Bojko |

|                                     |           |            |
| Dabour 55’, 73’ (rig.) Minamino 61’ | Marcatori | 2’ Édouard |

| Arbitro: | Irfan Peljto |

|                                 |           |  |
| Dabour 34’, 59’ (rig.) Wolf 53’ | Marcatori |  |

| Arbitro: | Pavel Královec |

|                     |           |  |
| Cunha 31’ Bruma 35’ | Marcatori |  |

| Arbitro: | Aleksei Eskov |

|                          |           |                                                          |
| Adegbenro 52’ Jensen 62’ | Marcatori | 6’, 19’, 45’ Minamino 37’ Gulbrandsen 57’ (aut.) Hovland |

| Arbitro: | Javier Estrada Fernández |

|                         |           |              |
| Tierney 11’ Édouard 79’ | Marcatori | 78’ Augustin |

| Arbitro: | Orel Grinfeld |

|                 |           |  |
| Gulbrandsen 74’ | Marcatori |  |

| Arbitro: | Halis Özkahya |

|  |           |              |
|  | Marcatori | 42’ Sinclair |

| Arbitro: | Serhij Bojko |

|           |           |                 |
| Cunha 47’ | Marcatori | 86’ Reginiussen |

| Arbitro: | Ruddy Buquet |

|              |           |                            |
| Ntcham 90+5’ | Marcatori | 67’ Dabour 78’ Gulbrandsen |

### Gruppo C
| Squadra               | Pt | G | V | N | P | GF | GS | DG |
| --------------------- | -- | - | - | - | - | -- | -- | -- |
| Zenit San Pietroburgo | 11 | 6 | 3 | 2 | 1 | 6  | 5  | +1 |
| Slavia Praga          | 10 | 6 | 3 | 1 | 2 | 4  | 3  | +1 |
| Bordeaux              | 7  | 6 | 2 | 1 | 3 | 6  | 6  | 0  |
| Copenaghen            | 5  | 6 | 1 | 2 | 3 | 3  | 5  | -2 |

| Arbitro: | Georgi Kabakov |

|              |           |         |
| Sōtīriou 63’ | Marcatori | 44’ Mak |

| Arbitro: | Bas Nijhuis |

|            |           |  |
| Zmrhal 35’ | Marcatori |  |

| Arbitro: | Roi Reinshreiber |

|              |           |                         |
| Sankharé 84’ | Marcatori | 42’ Sōtīriou 90+2’ Skov |

| Arbitro: | Hüseyin Göçek |

|             |           |  |
| Kokorin 80’ | Marcatori |  |

| Arbitro: | Felix Brych |

|                        |           |            |
| Dzjuba 41’ Kuzjaev 85’ | Marcatori | 26’ Briand |

| Arbitro: | Luca Banti |

|  |           |              |
|  | Marcatori | 46’ Matoušek |

| Arbitro: | Harald Lechner |

|                   |           |                |
| Kamano 35’ (rig.) | Marcatori | 72’ Zabolotnyj |

| Praga 8 novembre 2018, ore 21:00 CET 4ª giornata | Slavia Praga       | 0 – 0 referto | Copenaghen | Eden Aréna (18 702 spett.)\| Arbitro: \| Mattias Gestranius \| |
| Arbitro:                                         | Mattias Gestranius |               |            |                                                                |

| Arbitro: | Slavko Vinčić |

|         |           |  |
| Mak 59’ | Marcatori |  |

| Arbitro: | Fábio Veríssimo |

|                              |           |  |
| de Préville 49’ Koundé 90+5’ | Marcatori |  |

| Arbitro: | Hüseyin Göçek |

|  |           |            |
|  | Marcatori | 73’ Briand |

| Arbitro: | Andrew Dallas |

|                      |           |  |
| Zmrhal 32’ Stoch 41’ | Marcatori |  |

### Gruppo D
| Squadra         | Pt | G | V | N | P | GF | GS | DG |
| --------------- | -- | - | - | - | - | -- | -- | -- |
| Dinamo Zagabria | 14 | 6 | 4 | 2 | 0 | 11 | 3  | +8 |
| Fenerbahçe      | 8  | 6 | 2 | 2 | 2 | 7  | 7  | 0  |
| Spartak Trnava  | 7  | 6 | 2 | 1 | 3 | 4  | 7  | -3 |
| Anderlecht      | 3  | 6 | 0 | 3 | 3 | 2  | 7  | -5 |

| Arbitro: | Kevin Clancy |

|            |           |  |
| Oravec 79’ | Marcatori |  |

| Arbitro: | Craig Pawson |

|                                       |           |                |
| Šunjić 16’ Hajrović 27’, 57’ Olmo 60’ | Marcatori | 47’ Neustädter |

| Arbitro: | Tobias Welz |

|                  |           |  |
| Slimani 52’, 69’ | Marcatori |  |

| Arbitro: | Vladislav Bezborodov |

|  |           |                               |
|  | Marcatori | 19’ (rig.) Hajrović 68’ Gojak |

| Arbitro: | Georgi Kabakov |

|                  |           |                       |
| Bakkali 35’, 50’ | Marcatori | 53’ Frey 57’ Kaldırım |

| Arbitro: | Jakob Kehlet |

|              |           |                          |
| Ghorbani 32’ | Marcatori | 64’ Gavranović 77’ Oršić |

| Arbitro: | Andreas Ekberg |

|                       |           |  |
| Valbuena 71’ Frey 74’ | Marcatori |  |

| Arbitro: | Serhij Bojko |

|                                       |           |                    |
| Gojak 22’ Kadlec 36’ (aut.) Oršić 79’ | Marcatori | 63’ Chanturishvili |

| Anderlecht 29 novembre 2018, ore 18:55 CET 5ª giornata | Anderlecht            | 0 – 0 referto | Spartak Trnava | Stadio Constant Vanden Stock (8 063 spett.)\| Arbitro: \| Anastásios Papapétrou \| |
| Arbitro:                                               | Anastásios Papapétrou |               |                |                                                                                    |

| Istanbul 29 novembre 2018, ore 18:55 CET 5ª giornata | Fenerbahçe           | 0 – 0 referto | Dinamo Zagabria | Stadio Şükrü Saraçoğlu (24 776 spett.)\| Arbitro: \| Robert Schörgenhofer \| |
| Arbitro:                                             | Robert Schörgenhofer |               |                 |                                                                              |

| Arbitro: | José María Sánchez Martínez |

|            |           |  |
| Yilmaz 41’ | Marcatori |  |

| Zagabria 13 dicembre 2018, ore 21:00 CET 6ª giornata | Dinamo Zagabria | 0 – 0 referto | Anderlecht | Stadio Maksimir (12 170 spett.)\| Arbitro: \| Sandro Schärer \| |
| Arbitro:                                             | Sandro Schärer  |               |            |                                                                 |

### Gruppo E
| Squadra          | Pt | G | V | N | P | GF | GS | DG  |
| ---------------- | -- | - | - | - | - | -- | -- | --- |
| Arsenal          | 16 | 6 | 5 | 1 | 0 | 12 | 2  | +10 |
| Sporting Lisbona | 13 | 6 | 4 | 1 | 1 | 13 | 3  | +10 |
| Vorskla          | 3  | 6 | 1 | 0 | 5 | 4  | 13 | -9  |
| Qarabağ          | 3  | 6 | 1 | 0 | 5 | 2  | 13 | -11 |

| Arbitro: | François Letexier |

|                         |           |  |
| Raphinha 54’ Cabral 88’ | Marcatori |  |

| Arbitro: | Bart Vertenten |

|                                          |           |                            |
| Aubameyang 32’, 56’ Welbeck 48’ Özil 74’ | Marcatori | 77’ Česnakov 90+3’ Sharpar |

| Arbitro: | Nikola Dabanović |

|           |           |                            |
| Kulač 10’ | Marcatori | 90+1’ Montero 90+3’ Cabral |

| Arbitro: | Davide Massa |

|  |           |                                                  |
|  | Marcatori | 4’ Papastathopoulos 53’ Smith Rowe 80’ Guendouzi |

| Arbitro: | Roi Reinshreiber |

|  |           |           |
|  | Marcatori | 48’ Kulač |

| Arbitro: | Damir Skomina |

|  |           |             |
|  | Marcatori | 78’ Welbeck |

| Arbitro: | Sandro Schärer |

|  |           |                       |
|  | Marcatori | 13’ (rig.) Abdullayev |

| Londra 8 novembre 2018, ore 21:00 CET 4ª giornata | Arsenal           | 0 – 0 referto | Sporting Lisbona | Arsenal Stadium (59 758 spett.)\| Arbitro: \| Gediminas Mažeika \| |
| Arbitro:                                          | Gediminas Mažeika |               |                  |                                                                    |

| Arbitro: | Petr Ardeleanu |

|            |           |                                                           |
| Zoubir 14’ | Marcatori | 5’ (rig.) Dost 20’, 75’ Fernandes 33’ Nani 65’, 82’ Diaby |

| Arbitro: | Bartosz Frankowski |

|  |           |                                              |
|  | Marcatori | 11’ Smith Rowe 27’ (rig.) Ramsey 41’ Willock |

| Arbitro: | Manuel Schüttengruber |

|                                               |           |  |
| Montero 17’ Miguel Luís 35’ Dallku 44’ (aut.) | Marcatori |  |

| Arbitro: | Jens Maae |

|               |           |  |
| Lacazette 17’ | Marcatori |  |

### Gruppo F
| Squadra       | Pt | G | V | N | P | GF | GS | DG  |
| ------------- | -- | - | - | - | - | -- | -- | --- |
| Real Betis    | 12 | 6 | 3 | 3 | 0 | 7  | 2  | +5  |
| Olympiacos    | 10 | 6 | 3 | 1 | 2 | 11 | 6  | +5  |
| Milan         | 10 | 6 | 3 | 1 | 2 | 12 | 9  | +3  |
| F91 Dudelange | 1  | 6 | 0 | 1 | 5 | 3  | 16 | -13 |

| Arbitro: | Srđan Jovanović |

|  |           |             |
|  | Marcatori | 59’ Higuaín |

| Il Pireo 20 settembre 2018, ore 21:00 CEST 1ª giornata | Olympiacos       | 0 – 0 referto | Real Betis | Karaiskakis Stadium (28 650 spett.)\| Arbitro: \| Daniel Stefański \| |
| Arbitro:                                               | Daniel Stefański |               |            |                                                                       |

| Arbitro: | Andrew Dallas |

|                                     |           |  |
| Sanabria 56’ Lo Celso 80’ Tello 88’ | Marcatori |  |

| Arbitro: | Bobby Madden |

|                              |           |              |
| Cutrone 70’, 79’ Higuaín 76’ | Marcatori | 14’ Guerrero |

| Arbitro: | Bas Nijhuis |

|             |           |                           |
| Cutrone 83’ | Marcatori | 30’ Sanabria 55’ Lo Celso |

| Arbitro: | Hüseyin Göçek |

|  |           |                                   |
|  | Marcatori | 66’ Torosidīs 81’ (aut.) Jordanov |

| Arbitro: | Craig Pawson |

|              |           |          |
| Lo Celso 12’ | Marcatori | 62’ Suso |

| Arbitro: | Petr Ardeleanu |

|                                                                   |           |            |
| Torosidīs 6’ Fortounīs 15’, 36’ Christodoulopoulos 26’ Hassan 71’ | Marcatori | 69’ Sinani |

| Arbitro: | Vladislav Bezborodov |

|                                                                             |           |                      |
| Cutrone 21’ Stélvio 66’ (aut.) Çalhanoğlu 70’ Schnell 77’ (aut.) Borini 80’ | Marcatori | 39’ Stolz 49’ Turpel |

| Arbitro: | Sergej Karasëv |

|             |           |  |
| Canales 39’ | Marcatori |  |

| Lussemburgo 13 dicembre 2018, ore 21:00 CET 6ª giornata | F91 Dudelange  | 0 – 0 referto | Real Betis | Stadio Josy Barthel (4 931 spett.)\| Arbitro: \| Peter Kralovič \| |
| Arbitro:                                                | Peter Kralovič |               |            |                                                                    |

| Arbitro: | Benoît Bastien |

|                                                  |           |            |
| Cissé 60’ Zapata 70’ (aut.) Fortounīs 81’ (rig.) | Marcatori | 72’ Zapata |

### Gruppo G
| Squadra       | Pt | G | V | N | P | GF | GS | DG |
| ------------- | -- | - | - | - | - | -- | -- | -- |
| Villarreal    | 10 | 6 | 2 | 4 | 0 | 12 | 5  | +7 |
| Rapid Vienna  | 10 | 6 | 3 | 1 | 2 | 6  | 9  | -3 |
| Rangers       | 6  | 6 | 1 | 3 | 2 | 8  | 8  | 0  |
| Spartak Mosca | 5  | 6 | 1 | 2 | 3 | 8  | 12 | -4 |

| Arbitro: | István Kovács |

|                     |           |                          |
| Bacca 1’ Gerard 69’ | Marcatori | 67’ Arfield 76’ Lafferty |

| Arbitro: | Alain Bieri |

|                              |           |  |
| Timofeev 50’ (aut.) Murg 68’ | Marcatori |  |

| Arbitro: | Daniel Siebert |

|                                       |           |                                             |
| Zé Luís 34’ (rig.), 82’ Melgarejo 85’ | Marcatori | 13’ Ekambi 49’ Fornals 90+6’ (rig.) Cazorla |

| Arbitro: | Ruddy Buquet |

|                                         |           |             |
| Morelos 44’, 90+4’ Tavernier 84’ (rig.) | Marcatori | 42’ Berisha |

| Glasgow 25 ottobre 2018, ore 21:00 CEST 3ª giornata | Rangers    | 0 – 0 referto | Spartak Mosca | Ibrox Stadium (49 068 spett.)\| Arbitro: \| Kevin Blom \| |
| Arbitro:                                            | Kevin Blom |               |               |                                                           |

| Arbitro: | Halis Özkahya |

|                                                             |           |  |
| Fornals 26’ Ekambi 30’ Barać 45’ (aut.) Raba 63’ Gerard 85’ | Marcatori |  |

| Arbitro: | Ivan Bebek |

|                                                             |           |                                               |
| Melgarejo 22’ Goldson 35’ (aut.) Luiz Adriano 58’ Hanni 59’ | Marcatori | 5’ (aut.) Erëmenko 27’ Candeias 41’ Middleton |

| Vienna 8 novembre 2018, ore 18:55 CET 4ª giornata | Rapid Vienna    | 0 – 0 referto | Villarreal | Weststadion (22 100 spett.)\| Arbitro: \| Srđan Jovanović \| |
| Arbitro:                                          | Srđan Jovanović |               |            |                                                              |

| Arbitro: | Paweł Gil |

|             |           |                                |
| Zé Luís 20’ | Marcatori | 80’ Müldür 90+1’ Schobesberger |

| Glasgow 29 novembre 2018, ore 21:00 CET 5ª giornata | Rangers   | 0 – 0 referto | Villarreal | Ibrox Stadium (50 171 spett.)\| Arbitro: \| Matej Jug \| |
| Arbitro:                                            | Matej Jug |               |            |                                                          |

| Arbitro: | Andris Treimanis |

|                          |           |  |
| Chukwueze 11’ Ekambi 48’ | Marcatori |  |

| Arbitro: | Paolo Silvio Mazzoleni |

|              |           |  |
| Ljubicic 84’ | Marcatori |  |

### Gruppo H
| Squadra               | Pt | G | V | N | P | GF | GS | DG  |
| --------------------- | -- | - | - | - | - | -- | -- | --- |
| Eintracht Francoforte | 18 | 6 | 6 | 0 | 0 | 17 | 5  | +12 |
| Lazio                 | 9  | 6 | 3 | 0 | 3 | 9  | 11 | -2  |
| Apollōn Limassol      | 7  | 6 | 2 | 1 | 3 | 10 | 10 | 0   |
| Olympique Marsiglia   | 1  | 6 | 0 | 1 | 5 | 6  | 16 | -10 |

| Arbitro: | Matej Jug |

|            |           |                     |
| Ocampos 3’ | Marcatori | 52’ Torró 89’ Jović |

| Arbitro: | Aliyar Aghayev |

|                                      |           |            |
| Luis Alberto 14’ Immobile 84’ (rig.) | Marcatori | 87’ Zelaya |

| Arbitro: | Harald Lechner |

|                         |           |                            |
| Marković 74’ Zelaya 90’ | Marcatori | 50’ Payet 67’ Luiz Gustavo |

| Arbitro: | Serdar Gözübüyük |

|                                         |           |            |
| da Costa 4’, 90+4’ Kostić 28’ Jović 52’ | Marcatori | 23’ Parolo |

| Arbitro: | Sergey Ivanov |

|                       |           |  |
| Kostić 13’ Haller 32’ | Marcatori |  |

| Arbitro: | Jesús Gil Manzano |

|           |           |                                     |
| Payet 86’ | Marcatori | 10’ Wallace 59’ Caicedo 90’ Marušić |

| Arbitro: | Tiago Martins |

|                          |           |                                    |
| Zelaya 71’, 90+4’ (rig.) | Marcatori | 17’ Jović 55’ Haller 58’ Gaćinović |

| Arbitro: | Vladislav Bezborodov |

|                         |           |             |
| Parolo 45+1’ Correa 55’ | Marcatori | 60’ Thauvin |

| Arbitro: | John Beaton |

|                                                       |           |  |
| Jović 2’, 67’ Luiz Gustavo 17’ (aut.) Sarr 62’ (aut.) | Marcatori |  |

| Arbitro: | Roi Reinshreiber |

|                          |           |  |
| Faupala 31’ Marković 82’ | Marcatori |  |

| Arbitro: | Radu Petrescu |

|             |           |                                      |
| Thauvin 11’ | Marcatori | 8’ (rig.), 30’ Maglica 56’ Stylianou |

| Arbitro: | Halil Umut Meler |

|            |           |                          |
| Correa 56’ | Marcatori | 65’ Gaćinović 71’ Haller |

### Gruppo I
| Squadra      | Pt | G | V | N | P | GF | GS | DG |
| ------------ | -- | - | - | - | - | -- | -- | -- |
| Genk         | 11 | 6 | 3 | 2 | 1 | 14 | 8  | +6 |
| Malmö FF     | 9  | 6 | 2 | 3 | 1 | 7  | 6  | +1 |
| Beşiktaş     | 7  | 6 | 2 | 1 | 3 | 9  | 11 | -2 |
| Sarpsborg 08 | 5  | 6 | 1 | 2 | 3 | 8  | 13 | -5 |

| Arbitro: | Tamás Bognár |

|                             |           |                    |
| Babel 51’ Roco 69’ Lens 82’ | Marcatori | 90+4’ Zachariassen |

| Arbitro: | Aleksei Eskov |

|                         |           |  |
| Trossard 37’ Samata 71’ | Marcatori |  |

| Arbitro: | Aleksandar Stavrev |

|                                       |           |  |
| Erkin 53’ (aut.) Rosenberg 76’ (rig.) | Marcatori |  |

| Arbitro: | Ivan Bebek |

|                                    |           |              |
| Mortensen 6’, 63’ Zachariassen 54’ | Marcatori | 49’ Trossard |

| Arbitro: | Paweł Raczkowski |

|               |           |              |
| Halvorsen 87’ | Marcatori | 79’ Vindheim |

| Arbitro: | Daniel Stefański |

|               |           |                                             |
| Love 74’, 86’ | Marcatori | 23’, 70’ Samata 81’ Ndongala 83’ Piotrowski |

| Arbitro: | Miroslav Zelinka |

|               |           |               |
| Antonsson 67’ | Marcatori | 63’ Mortensen |

| Arbitro: | Tobias Stieler |

|           |           |              |
| Berge 87’ | Marcatori | 16’ Quaresma |

| Arbitro: | Srđan Jovanović |

|                           |           |                          |
| Lewicki 65’ Antonsson 67’ | Marcatori | 42’ Pozuelo 53’ Paintsil |

| Arbitro: | Harald Lechner |

|                       |           |                               |
| Muhammed 1’ Heintz 6’ | Marcatori | 62’, 90’ Lens 66’ Vágner Love |

| Arbitro: | Luca Banti |

|  |           |               |
|  | Marcatori | 51’ Antonsson |

| Arbitro: | István Kovács |

|                                         |           |  |
| Gano 3’ Paintsil 5’ Berge 64’ Aidoo 67’ | Marcatori |  |

### Gruppo J
| Squadra              | Pt | G | V | N | P | GF | GS | DG  |
| -------------------- | -- | - | - | - | - | -- | -- | --- |
| Siviglia             | 12 | 6 | 4 | 0 | 2 | 18 | 6  | +12 |
| Krasnodar            | 12 | 6 | 4 | 0 | 2 | 8  | 8  | 0   |
| Standard Liegi       | 10 | 6 | 3 | 1 | 2 | 7  | 9  | -2  |
| Akhisar Belediyespor | 1  | 6 | 0 | 1 | 5 | 4  | 14 | -10 |

| Arbitro: | Gediminas Mažeika |

|                                                       |           |             |
| Banega 8’, 74’ (rig.) Vázquez 41’ Ben Yedder 49’, 70’ | Marcatori | 39’ Djenepo |

| Arbitro: | Ville Nevalainen |

|  |           |              |
|  | Marcatori | 26’ Claesson |

| Arbitro: | Martin Strömbergsson |

|                             |           |                   |
| Pereyra 72’ Okriashvili 88’ | Marcatori | 43’ (aut.) Kaboré |

| Arbitro: | Manuel Schüttengruber |

|                       |           |          |
| Emond 17’ Djenepo 40’ | Marcatori | 32’ Ayık |

| Arbitro: | Marco Guida |

|                        |           |         |
| Emond 47’ Laïfīs 90+3’ | Marcatori | 39’ Ari |

| Arbitro: | Kevin Clancy |

|                                                                              |           |  |
| Mesa 7’ Sarabia 9’ (rig.) Lukač 35’ (aut.) Muriel 50’ Promes 60’ Mercado 67’ | Marcatori |  |

| Arbitro: | Aleksandar Stavrev |

|                              |           |             |
| Sulejmanov 79’ Wanderson 82’ | Marcatori | 19’ Carcela |

| Arbitro: | Benoît Millot |

|                   |           |                                         |
| Manu 52’ Ayık 78’ | Marcatori | 12’ Nolito 38’ Muriel 87’ (rig.) Banega |

| Arbitro: | Ivaylo Stoyanov |

|                       |           |              |
| Gazinskij 49’ Ari 57’ | Marcatori | 24’ Serginho |

| Arbitro: | Daniel Siebert |

|             |           |  |
| Djenepo 62’ | Marcatori |  |

| Arbitro: | Daniel Stefański |

|                                      |           |  |
| Ben Yedder 5’, 10’ Banega 49’ (rig.) | Marcatori |  |

| Akhisar 13 dicembre 2018, ore 18:55 CET 6ª giornata | Akhisar Belediyespor | 0 – 0 referto | Standard Liegi | Akhisar Stadyumu (2 674 spett.)\| Arbitro: \| Ádám Farkas \| |
| Arbitro:                                            | Ádám Farkas          |               |                |                                                              |

### Gruppo K
| Squadra     | Pt | G | V | N | P | GF | GS | DG |
| ----------- | -- | - | - | - | - | -- | -- | -- |
| Dinamo Kiev | 11 | 6 | 3 | 2 | 1 | 10 | 7  | +3 |
| Rennes      | 9  | 6 | 3 | 0 | 3 | 7  | 8  | -1 |
| Astana      | 8  | 6 | 2 | 2 | 2 | 7  | 7  | 0  |
| Jablonec    | 5  | 6 | 1 | 2 | 3 | 6  | 8  | -2 |

| Arbitro: | Ola Hobber Nilsen |

|                                |           |             |
| Sarr 31’ Ben Arfa 90+1’ (rig.) | Marcatori | 54’ Trávník |

| Arbitro: | Halis Özkahya |

|                           |           |                             |
| Cyhankov 11’ Harmaš 45+1’ | Marcatori | 21’ Aničić 90+5’ Murtazayev |

| Arbitro: | Mattias Gestranius |

|                               |           |  |
| Zaınýtdınov 64’ Tomasov 90+1’ | Marcatori |  |

| Arbitro: | Sébastien Delferière |

|                         |           |                        |
| Hovorka 33’ Trávník 81’ | Marcatori | 8’ Cyhankov 14’ Harmaš |

| Arbitro: | Robert Schörgenhofer |

|              |           |                    |
| Považanec 4’ | Marcatori | 11’ Pedro Henrique |

| Arbitro: | Tamás Bognár |

|             |           |                              |
| Grenier 41’ | Marcatori | 21’ Kędziora 89’ Bujal's'kij |

| Arbitro: | István Vad |

|                                  |           |                        |
| Pedro Henrique 18’ Postnikov 88’ | Marcatori | 41’ (aut.) Zaınýtdınov |

| Arbitro: | John Beaton |

|                                        |           |                |
| Verbič 13’ Mykolenko 68’ Šaparenko 72’ | Marcatori | 89’ Siebatcheu |

| Arbitro: | Ivan Bebek |

|  |           |            |
|  | Marcatori | 29’ Verbič |

| Arbitro: | Tiago Martins |

|  |           |             |
|  | Marcatori | 55’ Grenier |

| Arbitro: | Serdar Gözübüyük |

|               |           |  |
| Sarr 68’, 73’ | Marcatori |  |

| Arbitro: | Vilhjálmur Alvar Þórarinsson |

|  |           |             |
|  | Marcatori | 10’ Doležal |

### Gruppo L
| Squadra      | Pt | G | V | N | P | GF | GS | DG |
| ------------ | -- | - | - | - | - | -- | -- | -- |
| Chelsea      | 16 | 6 | 5 | 1 | 0 | 12 | 3  | +9 |
| BATĖ Borisov | 9  | 6 | 3 | 0 | 3 | 9  | 9  | 0  |
| Fehérvár     | 7  | 6 | 2 | 1 | 3 | 5  | 7  | -2 |
| PAOK         | 3  | 6 | 1 | 0 | 5 | 5  | 12 | -7 |

| Arbitro: | Alberto Undiano Mallenco |

|  |           |            |
|  | Marcatori | 7’ Willian |

| Arbitro: | Mads-Kristoffer Kristoffersen |

|  |           |                            |
|  | Marcatori | 27’ Tuominen 85’ Filipenka |

| Arbitro: | Robert Schörgenhofer |

|                   |           |                                          |
| Crespo 61’ (aut.) | Marcatori | 6’ Prijović 11’, 17’ Léo Jabá 73’ Pelkas |

| Arbitro: | Miroslav Zelinka |

|            |           |  |
| Morata 70’ | Marcatori |  |

| Arbitro: | Paolo Silvio Mazzoleni |

|                          |           |          |
| Loftus-Cheek 2’, 8’, 54’ | Marcatori | 80’ Ryas |

| Arbitro: | Jevhen Aranovs'kyj |

|  |           |                        |
|  | Marcatori | 12’ Huszti 45’ Stopira |

| Arbitro: | Nikola Dabanović |

|  |           |            |
|  | Marcatori | 53’ Giroud |

| Arbitro: | Ali Palabıyık |

|             |           |  |
| Milanov 50’ | Marcatori |  |

| Arbitro: | Carlos del Cerro Grande |

|                          |           |  |
| Signevich 22’ Ivanić 85’ | Marcatori |  |

| Arbitro: | Kristo Tohver |

|                                     |           |  |
| Giroud 27’, 37’ Odoi 60’ Morata 78’ | Marcatori |  |

| Arbitro: | Tobias Welz |

|              |           |                                        |
| Prijović 59’ | Marcatori | 18’ Skavyš 42’ (rig.), 45+1’ Signevich |

| Arbitro: | Aleksandar Stavrev |

|                            |           |                        |
| Ampadu 32’ (aut.) Nego 56’ | Marcatori | 30’ Willian 75’ Giroud |